# Perlschliff

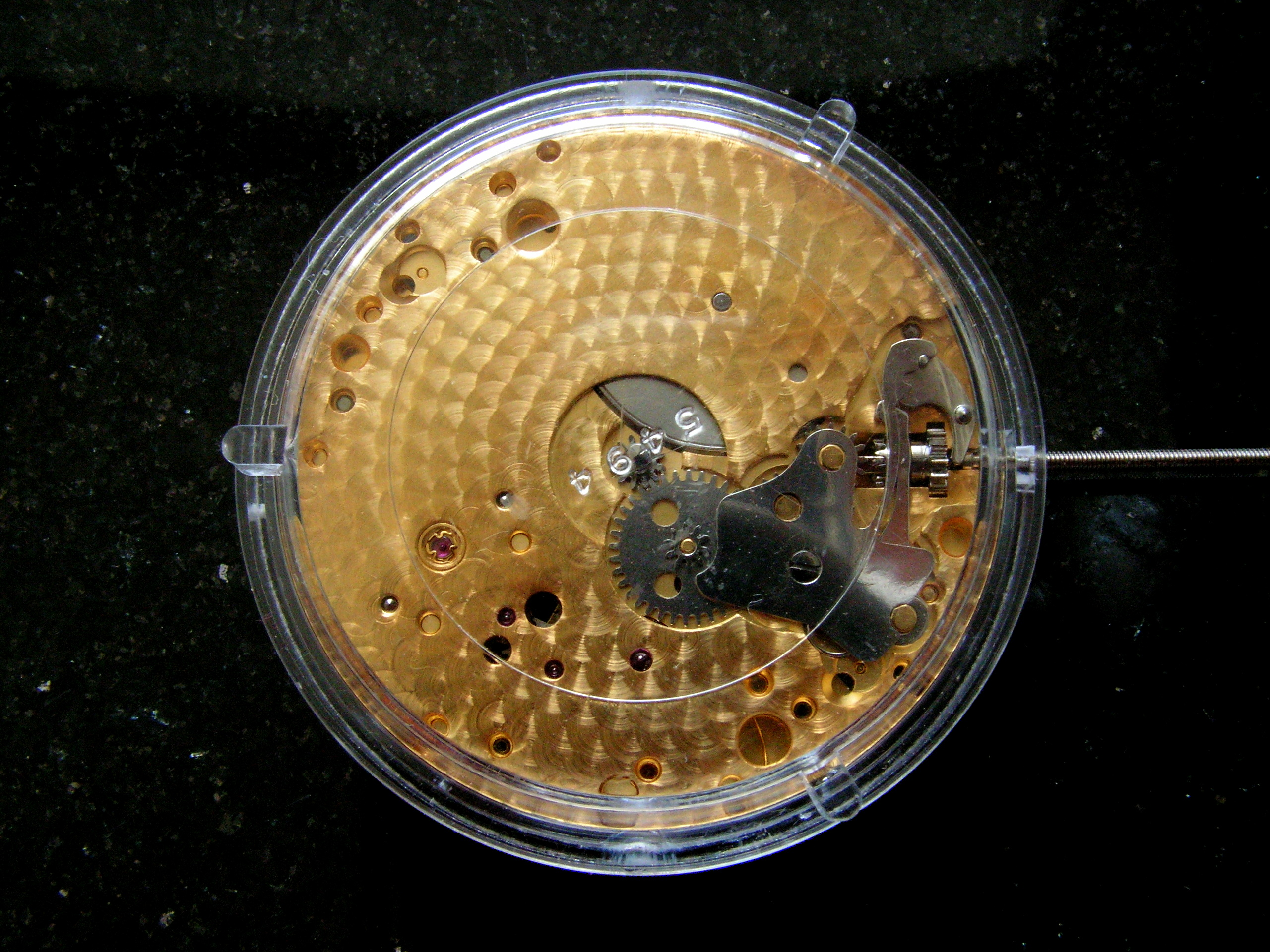
Vergoldetes Uhrwerk mit Perlage

Beim Perlschliff handelt es sich um ein Schliffmuster oder Schliffbild zur Verzierung von Flächen. Andere Bezeichnungen sind im Französischen perlage oder perlée und im Deutschen Perlung, Punktierung, Wölkchenschliff, Rebhuhnauge (franz. oeil-de-perdrix) oder Pfauenaugenmuster.

## Herstellung
Zur Herstellung werden im Vergleich zur Fläche des Werkstücks wiederholt kleine, kreisrunde Flächen durch ein rotierendes Werkzeug angeschliffen. Das Werkzeug wird vollständig abgehoben und regelmäßig um ein bestimmtes Stück – typisch genau der Kreisradius – versetzt, bevor es zum Erzeugen der nächsten Kreisfläche wieder zum Schleifen angedrückt wird. Durch ausreichende Überlappung wird die Fläche des Werkstücks vollständig abgedeckt. Durch die Geometrie des Vorschubs, etwa zeilenweise wie Text, jedoch auf Lücke überlappend wie Bienenwaben, wird ein Muster geschaffen. Das Muster kann streng regelmäßig sein und sich über den Rand des Werkstücks erstrecken oder sich an der Kontur des flachen oder gewölbten Stücks – z. B. Uhrdeckel, Behälterkappe – orientieren. Der Vorschub der Werkzeugachse kann von Hand erfolgen oder aber automatisiert.

## Entstehung des Reflexbildes
Jede Kreisfläche baut sich aus im Wesentlichen konzentrischen rillenförmigen Schleifspuren mit jedoch deutlich unregelmäßigem Profil auf. Breite, Tiefe der Rillen und die Steilheit der Flanken variieren. Eine glatte Oberfläche eines Gegenstands reflektiert Licht von einer punktförmigen Quelle im Allgemeinen nur an einem Punkt dieser Oberfläche in das bildaufnehmende Auge eines Betrachters. Mit steigender Rauigkeit vergrößert sich dieser Reflexpunkt am Gegenstand und verliert an Helligkeit. An anderen Stellen des Gegenstandes reflektieren nur zufällig passend ausgerichtete Rillenflanken Licht von der Quelle zum Auge.
Schneidet die von den 3 Punkten Lichtquelle Q, Auge A und betrachteter Gegenstandpunkt G aufgespannte Fläche die Gegenstandoberfläche in G in einem rechten Winkel so reflektieren selektiv jene Rillenstücke, die auf den schmalen diametralen Sektoren der Kreisscheibe liegen, die parallel zur Schnittlinie der 2 genannten Flächen liegen. Dies gilt für alle Gegenstandspunkte entlang der Schnittlinie.
An anderen Punkten des Gegenstands glänzen in andere Richtungen zeigende Sektorenpaare. Schon der Wechsel von einem zum anderen Auge ändert das Bild etwas. Bewegen des Betrachters, der Lichtquelle oder Kippen des Gegenstandes bewirkt das scheinbare Rotieren der hell wahrgenommenen Sektoren aller Kreise. Durch den Effekt der Überlappung der geschliffenen Kreise ist einer der Sektoren eines jeden Kreises beschnitten.
Das markante Muster des sich ergebenden Bildeindrucks und die Bewegung der hellen Sektoren überdeckt deutlich eventuell nur unvollständig überschliffene Kratz- oder Scheuerspuren am Material.

## Anwendung im Uhrenbau

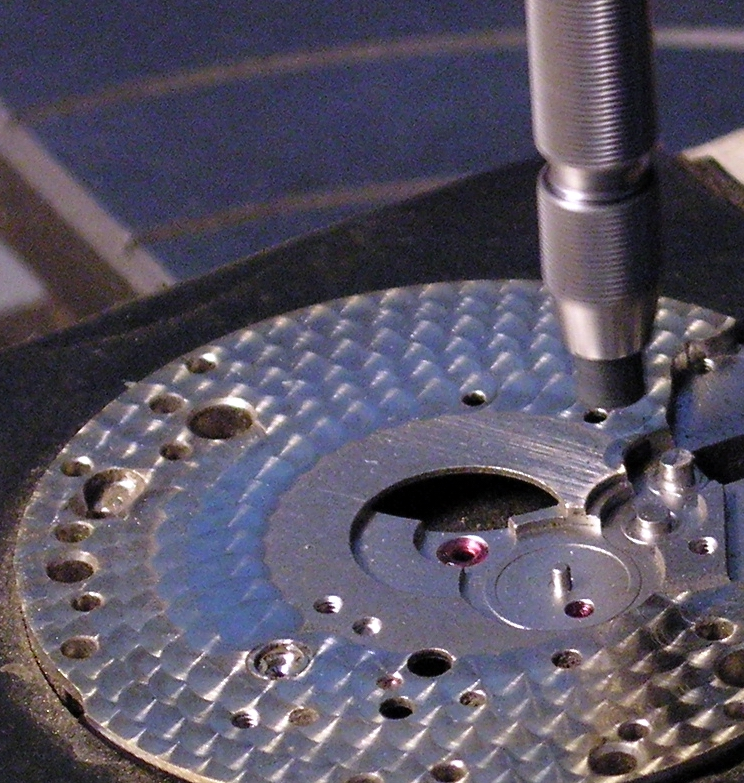
Aufbringen eines konzentrischen Perlschliffs auf einer Uhrwerksplatine

Heutzutage findet der Perlschliff überwiegend in der Herstellung von Armbanduhren im Zuge der Finissage der Werkplatte, der Innenseite des Uhrengehäusebodens, der Brücken und der Kloben Verwendung. Das kreisrunde Schliffbild wird dabei frei von Hand oder genau gesteuert mittels rotierender Schleifmittel aufgebracht. Als Perle wird dabei ein einzelner geschliffener Punkt bezeichnet. Unter normalen Umständen sind Flächen mit Perlschliff im Uhrenbau unsichtbar, da sie im Innern der Uhr liegen. Der Perlschliff findet sich als Luxuselement daher eher bei hochwertigen Uhren wieder. Bei Skelettuhren und Uhren mit offenem Zifferblatt sind diese Verzierungen ohne Öffnung des Gehäusebodens sichtbar.
Neben dem Perlschliff wurden auch andere Schliffbilder und -techniken entwickelt, z. B. Falsche Rippen, Rippen, Streifen, Pfauenauge, Würfel, Rauten, Kreisstreifen, Kreisrippen, Sonne und falsche Zirkularrippen.

## Anwendung im Fahrzeug- und Behälterbau

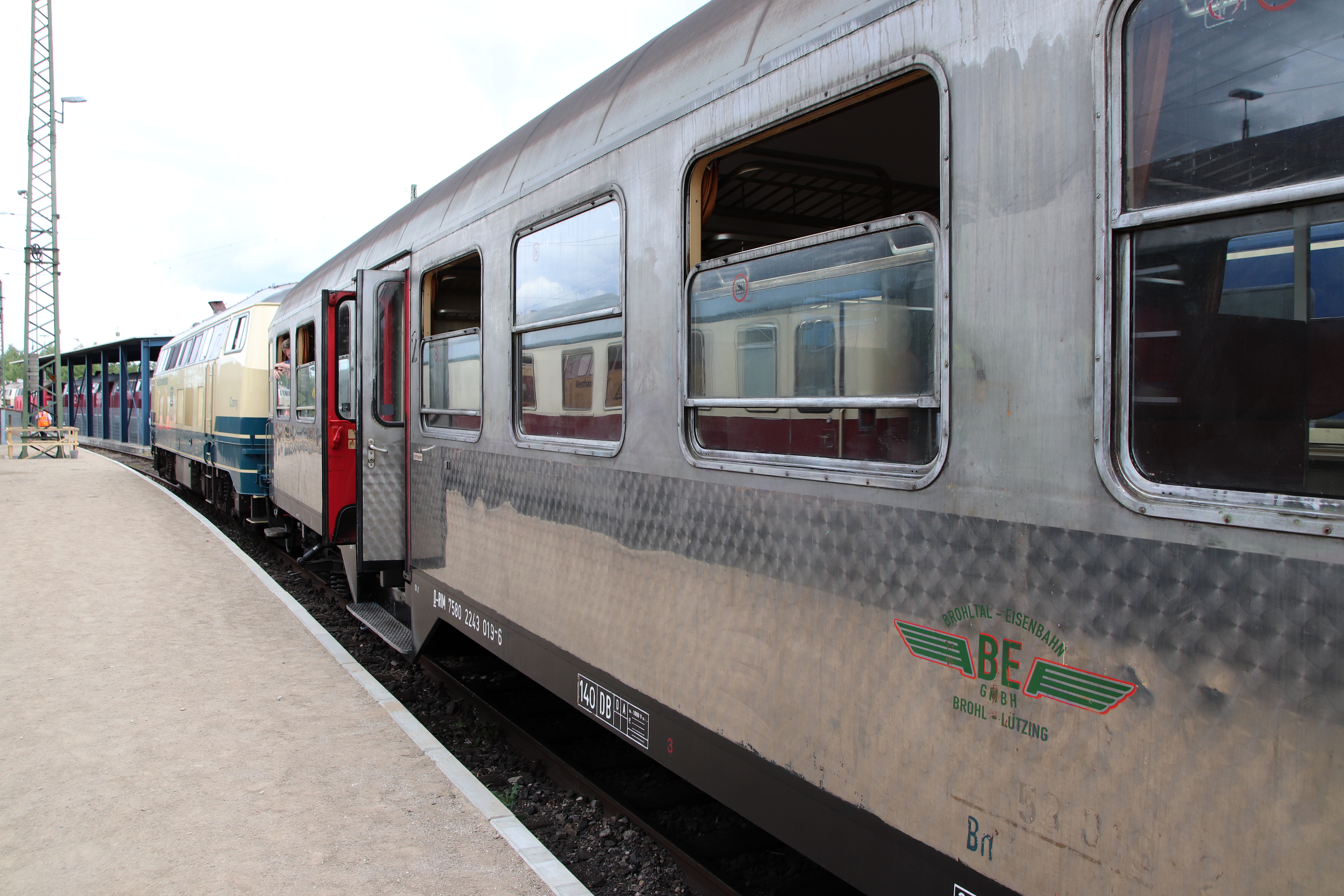
n-Wagen („Silberling“) mit Perlschliff

Wesentlich größere Schliffpunkte als im Uhrenbau wurden im historischen Fahrzeugbau bei Eisenbahnwaggons oder Auto-Armaturenbrettern verwendet. Beispielsweise wurde bei den n-Wagen der Deutschen Bundesbahn der Bereich unter den Fenstern großflächig perliert; dies machte kleinere Unebenheiten weniger sichtbar, da die Oberfläche nicht mehr spiegelte. Allerdings ist der Edelstahl bei den heute noch eingesetzten Wagen mittlerweile unter Lack verborgen.
Beim Bugatti Veyron 16.4 wurde das Armaturenbrett mit Perlschliff verziert, wie es ähnlich auch in manchen Vorkriegssportwagen der Fall war (z. B. Bugatti Type 51). Auch Edelstahltanks, beispielsweise für Milch, Bier und andere Lebensmittel oder Getränke, haben oft ein aufgeschliffenes Pfauenaugenmuster.